# Майкл Тревіно
Майкл Е́нтоні Треві́но (англ. Michael Anthony Trevino; нар. 25 січня 1985, Монтебелло, Каліфорнія, США) — американський актор, найбільш відомий за роллю Тайлера Локвуда у телесеріалі «Щоденники вампіра» та Кайла Валенті у телесеріалі «Розвелл, Нью-Мексико».

## Біографія
Тревіно народився в Лос-Анджелесі. Він виріс у Монтебелло, Каліфорнія, а пізніше переїхав до Валенсії. Його мати була родом із Сакатекаса, Мексика, а батько народився у Фресно, Каліфорнія, у родині мексиканських іммігрантів.

## Кар'єра
Тревіно зіграв роль Джексона Міда, подібно до Міда Мілка, в оригінальному фільмі Disney Channel «Ковбойські красуні» . Він також з'явився як запрошена зірка в серіалах «Мертва справа» , «Без сліду», «Кістки» , «Менталіст» у ролі Брейдона Фултона. Тревіно також зіграв невелику роль Алістера в телесеріалі «Усі жінки — відьми». Він також мав періодичну роль у серіалі «Багатство» на каналі FX , граючи старшокласника Брента в чотирисерійній сюжетній арці 1 сезону, та з'явився в третьому епізоді 2 сезону.
Він зіграв роль Хайме Веги в короткочасному телесеріалі 2007 року «Тростина». У 2008 році Тревіно отримав роль серіалі «90210: Нове покоління» на каналі The CW, де зіграв Оззі, учня середньої школи Вест-Беверлі-Гіллз та коханого Наомі.
Починаючи з 2009 року, Тревіно знімався в ролі Тайлера Локвуда в серіалі «Щоденники вампіра» на каналі The CW. Тревіно з'явився в тому ж персонажі в періодичній ролі у спін-оффі «Первородні» у 2013 році, ставши першим головним персонажем, який перейшов з одного шоу в інше. Його робота принесла йому дві премії Teen Choice Awards та номінації на премію ALMA Awards. У квітні 2015 року було оголошено, що Тревіно покине «Щоденники вампіра» після закінчення шостого сезону , як і його колега по знімальному майданчику Ніна Добрев. Пізніше він повернувся у восьмому сезоні для фінальної частини серіалу.
З 2019 року Тревіно почав зніматися в серіалі «Розвелл, Нью-Мексико» на каналі CW у ролі Кайла Валенті, лікаря та сина шерифа. Серіал є ремейком телесеріалу 1999 року «Розвелл». Він знімався в шоу протягом чотирьох сезонів, доки воно не завершилося у 2022 році. Він також дебютував як режисер у четвертому сезоні серіалу, знявши дев'ятий епізод.

## Особисте життя
Разом зі своїми колегами по серіалу «Щоденники вампіра» Кендіс Кінг та Ієном Сомерхолдером, Тревіно підтримує проєкт «It Gets Better», метою якого є запобігання самогубствам серед ЛГБТ-молоді.
Тревіно оголосив про свої заручини з голландською моделлю Брег'є Гейнен в кінці 2023 року. Вони одружилися 20 червня 2025 року.

## Фільмографія
| Рік       |    | Українська назва             | Оригінальна назва              | Роль              |
| --------- | -- | ---------------------------- | ------------------------------ | ----------------- |
| 2005      | с  | Вічне літо                   | Summerland                     | Тім Боузер        |
| 2005      | с  | Усі жінки — відьми           | Charmed                        | Аластайр          |
| 2005      | с  | Жінка-президент              | Commander in Chief             | Кевін             |
| 2006      | тф | Красуня в молоці             | Cow Belles                     | Джексон Мід       |
| 2006      | с  | Без сліду                    | Without a Trace                | Картер Роллінз    |
| 2006      | с  | Мертва справа                | Cold Case                      | Зак               |
| 2006      | с  | CSI: Місце злочину. Маямі    | CSI: Miami                     | Меттью Батра      |
| 2006      | с  | Кістки                       | Bones                          | Грем Гастінгс     |
| 2007—2008 | с  | Багатство                    | The Riches                     | Брент             |
| 2007      | с  | Плантація                    | Cane                           | Джеймі Вега       |
| 2008      | с  | 90210: Нове покоління        | 90210                          | Оззі Кардоза      |
| 2009      | тф | Любов окриляє                | Love Finds a Home              | Джошуа Койл       |
| 2009      | с  | CSI: Місце злочину           | CSI: Crime Scene Investigation | Дейв Генкел       |
| 2009      | с  | Менталіст                    | The Mentalist                  | Брендон Фултон    |
| 2009      | с  | CSI: Місце злочину. Нью-Йорк | CSI: NY                        | Гевін Скідмор     |
| 2009—2017 | с  | Щоденники вампіра            | The Vampire Diaries            | Тайлер Локвуд     |
| 2012      | ф  | Фабрика                      | The Factory                    | Тед               |
| 2013      | с  | Первородні                   | The Originals                  | Тайлер Локвуд     |
| 2017      | тф | Парк Сансет                  | Sunset Park                    | Джино             |
| 2017      | ф  | Поза контролем               | Out of Control                 | Беннет Кайзер     |
| 2018      | кф | Підпис                       | The Caption                    | Вишуканий чоловік |
| 2018      | с  | Тімбервуд                    | Timberwood                     | Раян Торрес       |
| 2019—2022 | с  | Розвелл, Нью-Мексико         | Roswell, New Mexico            | Кайлі Валенті     |
| 2021      | с  | Дієта для розриву стосунків  | The Breakup Diet               | Кліфф             |
| 2022      | кф | Туман війни                  | Fog of War                     | Сержант Делейні   |